# Ротунда (Нямц)
Ротунда (рум. Rotunda) — село у повіті Нямц в Румунії. Входить до складу комуни Должешть.
Село розташоване на відстані 295 км на північ від Бухареста, 46 км на схід від П'ятра-Нямца, 49 км на захід від Ясс.

## Населення
За даними перепису населення 2002 року у селі проживали 1674 особи, усі — румуни. Усі жителі села рідною мовою назвали румунську.